# مارلی و من (فیلم)
مارلی و من (به انگلیسی: Marley & Me) فیلمی آمریکایی در سبک کمدی-درام محصول سال ۲۰۰۸ و به کارگردانی دیوید فرانکل است. در این فیلم بازیگرانی همچون اوون ویلسون، جنیفر آنیستون، اریک دین، آلن آرکین، هیلی هادسون، هیلی بنت، کاتلین ترنر و نیتن گمبل ایفای نقش کرده‌اند.